# 6. Panzer-Division
La 6. Panzer-Division (6ª divisione corazzata) era una divisione corazzata originata dalla trasformazione della 1. Leichte-Division, e facente parte della Wehrmacht, che combatté durante la seconda guerra mondiale con le insegne della Germania nazista.
Divisione corazzata tra le più celebri e valorose della Wehrmacht, la 6. Panzer-Division contò nei suoi ranghi alcuni dei più abili ufficiali della Panzerwaffe, tra cui Walther von Hünersdorff, Erhard Raus, Franz Bäke, Richard Koll, Hermann von Oppeln-Bronikowski, Erich Löwe, Helmut Ritgen e Horst Scheibert.

## Storia

### Le campagne del 1940 e 1941
| Luogo                            | Periodo             |
| Polonia e Germania               | ott 1939 - mag 1940 |
| Francia                          | mag 1940 - lug 1940 |
| Prussia orientale                | lug 1940 - giu 1941 |
| Fronte orientale, settore nord   | giu 1941 - mag 1942 |
| Francia                          | mag 1942 - dic 1942 |
| Fronte orientale, settore sud    | dic 1942 - mar 1944 |
| Fronte orientale, settore centro | mar 1944 - dic 1944 |
| Ungheria                         | dic 1944 - mar 1945 |
| Austria                          | mar 1945 - mag 1945 |

La 6. Panzer-Division nasce ufficialmente il 18 ottobre 1939 a Wuppertal in Vestfalia, da elementi della 1. Leichte-Division (1ª divisione leggera; istituita, sempre nella stessa città, il 10 novembre 1938 da elementi della 1. Leichte Brigade, quest'ultima nata il 12 ottobre 1937) continuando a combattere nell'ambito della campagna di Polonia. Venne inizialmente dotata principalmente di carri di produzione ceca M35, con l'aggiunta di alcuni Panzer IV.

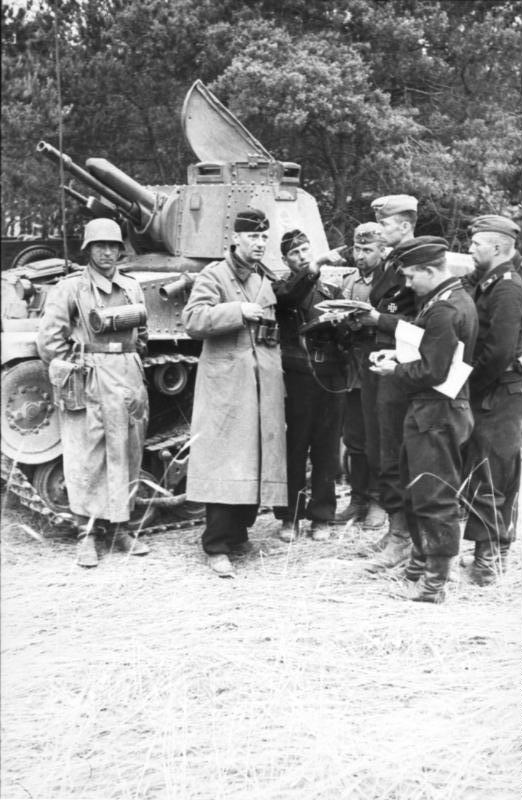
Ufficiali della 6. Panzer-Division durante la campagna di Francia del 1940. Al centro il major Schenk, comandante del 65. Panzer-Abteilung, e l'hauptmann Löwe, comandante della 3ª compagnia del battaglione

Con in organico 60 Panzer II, 118 LT vz. 35 (più altri 14 adibiti a carro comando) e 31 Panzer IV la divisione combatté nel fronte occidentale inquadrata nel Panzergruppe Kleist, XXXXI. Panzerkorps, distinguendosi per valore e combattività nella battaglia della Mosa, nella spericolata corsa verso le coste della Manica, nella battaglia di Dunkerque e nell'operazione Rot (seconda fase della campagna di Francia).

Al termine di queste operazioni, più precisamente nell'estate 1940, venne trasferita al fronte orientale per partecipare all'operazione Barbarossa.
Durante l'offensiva tedesca venne impiegata nei ranghi del XXXXI Panzerkorps (Heeresgruppe Nord) in marcia verso i Paesi baltici e Leningrado. La divisione, equipaggiata con 47 Panzer II, 155 LT vz 35 (M35) e 30 Panzer IV, combatté con slancio e decisione, avanzando in profondità e respingendo alcuni duri contrattacchi delle riserve corazzate sovietiche (battaglia di Rasenjai) nonostante la netta inferiorità tecnica dei suoi carri armati di fronte ai KV-1 e KV-2 sovietici.

Dopo aver partecipato all'avanzata su Leningrado, a settembre il reparto venne aggregato al Gruppo d'armate Centro per l'operazione Tifone diretta contro Mosca; dopo notevoli successi iniziali anche la 6. Panzer-Division (aggregata ora al LVI Panzerkorps) venne fermata alle porte della capitale sovietica e costretta a ripiegare, combattendo una durissima battaglia invernale che le costò perdite altissime di uomini e mezzi.
A causa del suo completo esaurimento, la divisione in primavera venne quindi ritirata dal fronte orientale e inviata in Francia per riorganizzarsi; i reparti superstiti, completamente privi di mezzi corazzati, arrivarono all'ovest tra il 23 aprile e il 2 maggio 1942. A partire dal 31 luglio 1942 la 6. Panzer-Division venne riorganizzata e riequipaggiata. In questo periodo la divisione, passata al comando del generale Erhard Raus, ritornò a pieno organico e venne dotata finalmente dei più moderni Panzer III e Panzer IV con cannone lungo; i nuovi carri armati arrivarono ai reparti entro il 14 settembre 1942.
Nei progetti originali dell'Alto comando tedesco, era previsto che la 6. Panzer-Division ritornasse sul Fronte orientale; il 3 novembre 1942 venne disposto che la formazione, ora completamente equipaggiata e considerata pienamente efficiente, fosse trasferita, insieme a due divisioni fanteria, a disposizione dell'Heeresgruppe B per costituire una forza di riserva dietro il fronte dell'Armata italiana in Russia, schierata sul fronte del Don. Il trasferimento della divisione ebbe inizio il 14 novembre 1942; i convogli ferroriviari avrebbero dovuto essere diretti a Belgorod dove si prevedeva di concentrare la 6. Panzer-Division entro il 25 novembre 1942.
La catastrofe di Stalingrado avrebbe costretto l'Alto comando tedesco a stravolgere questi piani e a trasferire d'urgenza per ferrovia la 6. Panzer-Division a Kotel'nikovo per rafforzare subito il fronte tedesco a sud del Don.

### Il ritorno sul fronte orientale
La 6. Panzer-Division (al comando dell'abile e energico generale Erhard Raus) ritornò, quindi, precipitosamente sul fronte orientale all'inizio del dicembre 1942 per costituire il nucleo forte della prevista operazione Tempesta Invernale, organizzata frettolosamente per tentare di sbloccare le forze tedesche accerchiate a Stalingrado. A partire dal 12 dicembre la divisione corazzata (al completo con 159 panzer) si impegnò al massimo nella decisiva missione, riuscendo, dopo duri scontri con le riserve corazzate sovietiche, ad avanzare fino a 50 km dalla sacca (sul fiume Myskova). Esausta (le sue forze corazzate erano scese a 51 panzer operativi già il 19 dicembre) e non supportata da altre forze, non poté proseguire oltre e venne invece (il 23 dicembre) richiamata a nord del Don per cercare di fermare la nuova irruzione sovietica in profondità alla spalle del Gruppo d'armate del Don, durante l'operazione Piccolo Saturno.
Alla fine dell'anno, la 6. Panzer-Division dava nuovamente prova del suo valore e della grande abilità degli equipaggi dei suoi panzer respingendo le colonne corazzate sovietiche che minacciavano gli aeroporti di Morozovskaja. Il 3 gennaio 1943 la divisione, in riconoscimento del suo eccellente comportamento in azione, venne citata nel comunicato del comando supremo della Wehrmacht: "Durante gli ultimi combattimenti si è particolarmente distinta la 6. Panzer-Division".

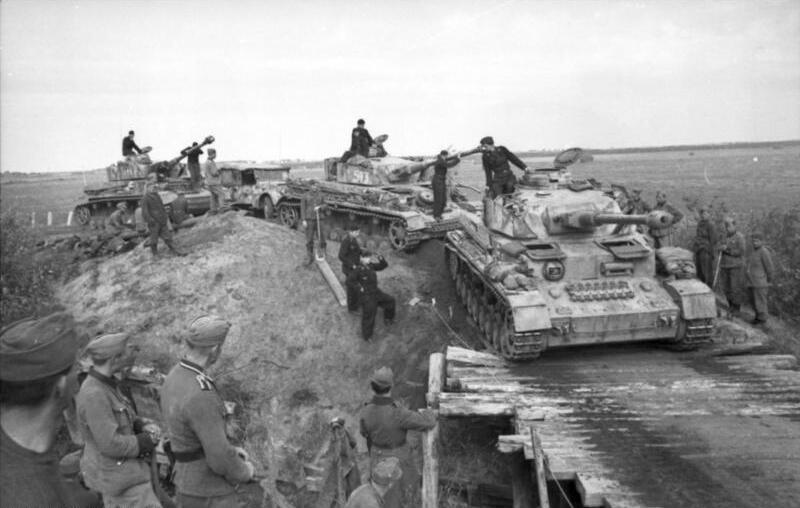
Colonna di Panzer IV della 6. Panzer-Division (agosto 1943)

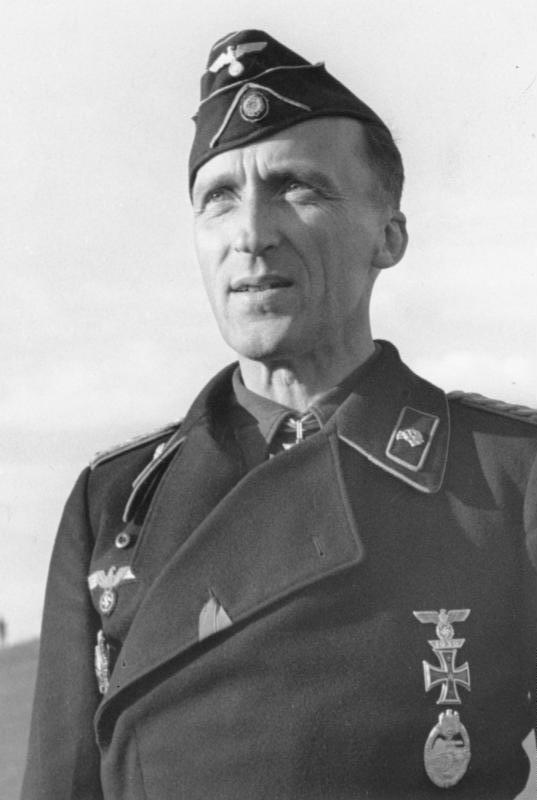
Il generale Walther von Hünersdorff, comandante della 6. Panzer-Division a Charkiv e a Kursk (dove sarebbe stato ferito mortalmente il 13 luglio 1943)

Per il resto dell'inverno, la 6. Panzer-Division, la più forte delle divisioni corazzate del feldmaresciallo von Manstein, si sarebbe continuamente prodigata in interventi di salvataggio e in contrattacchi per contenere le inesauribili offensive nemiche. Costretta a ripiegare lentamente, la divisione avrebbe infine partecipato attivamente, nel febbraio-marzo 1943 alla controffensiva tedesca (terza battaglia di Char'kov), contribuendo, insieme alle divisioni Waffen-SS alla distruzione delle forze avversarie in marcia verso il Dnepr e alla stabilizzazione del fronte orientale. Dopo questi successi ad aprile il 1º battaglione dell'11. Panzer-Regiment venne trasferito in Germania per prendere confidenza con i nuovi carri Panther.

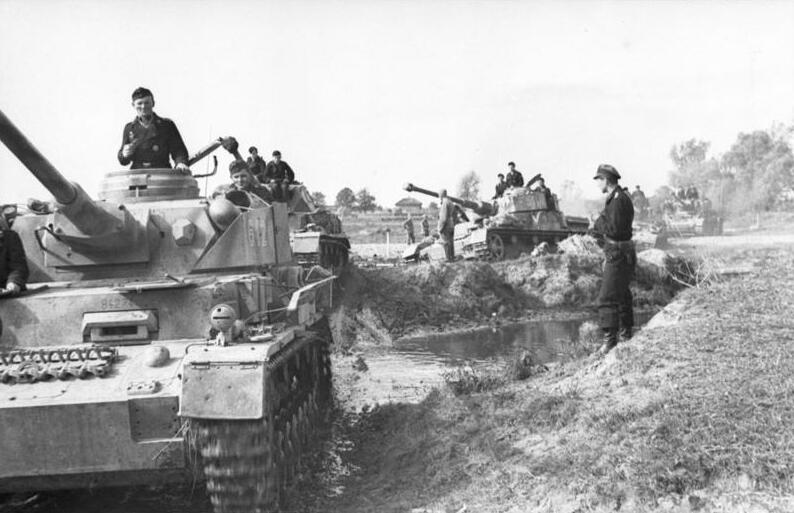
I panzer dell'11. Panzer-Regiment in azione durante l'estate 1943. Il numero "612" nella torretta del primo carro indica che si tratta del secondo carro del primo plotone della sesta compagnia

Nell'estate 1943, riorganizzata e riequipaggiata con 13 Panzer II, 52 Panzer III, 32 Panzer IV, 6 carri comando e 14 Flammpanzer (carri lanciafiamme). prese parte alla battaglia di Kursk nei ranghi del distaccamento Kempff, impegnato sulla destra del II Panzerkorps-SS nel settore meridionale del saliente; avrebbe nuovamente dato prova del suo valore avanzando in profondità ma senza riuscire a congiungersi con le Waffen-SS e subendo gravi perdite. Anche durante la successiva quarta battaglia di Char'kov, la 6. Panzer-Division avrebbe combattuto coraggiosamente, affrontando la massiccia offensiva sovietica e difendendo aspramente la città ucraina fino al 23 agosto 1943. Da quel momento la divisione, ormai molto indebolita e ridotta a un pugno di carri armati, avrebbe continuato durante tutta la campagna 1943-1944 a battersi tenacemente (il 13 settembre 1943 rivendicò il 1500° carro nemico distrutto dall'inizio della guerra), ma senza poter incidere sul risultato delle varie battaglie e offensive scatenate successivamente dall'Armata Rossa.
Completamente esaurita, dopo essere sfuggiata con pesanti perdite dalla sacca di Kamenec-Podol'skij, dove era rimasta accerchiata insieme alle altre Panzer-Division della 1. Panzerarmee, nella primavera 1944 venne ritirata dal fronte per essere riorganizzata con alcuni Grille, Hummel e Wespe. Sarebbe invece stata nuovamente impegnata nell'estate 1944, ancora incompleta, per contribuire a fermare l'avanzata russa durante l'operazione Bagration: impiegata nel settore centrale, avrebbe combattuto con abilità a Vilnius e a Kaunas prima di essere nuovamente ritirata dalla prima linea. A novembre ritornò il battaglione dell'11. Panzer-Regiment, che era stato sostituito nel frattempo da un battaglione della Panzergrenadier-Division Großdeutschland.

### Le ultime campagne
Spostata nel settore centrale del fronte, venne inviata in Ungheria nel dicembre 1944 dove prese parte ai vari tentativi, da parte delle numerose divisioni corazzate tedesche radunate da Hitler, di sbloccare le forze tedesco-ungheresi accerchiate durante l'assedio di Budapest. Dopo il fallimento di questa missione la divisione continuò a battersi coraggiosamente in Ungheria subendo nuovamente forti perdite di uomini e mezzi (in particolare durante la disperata controffensiva tedesca del Balaton).

Quasi decimata, viene trasferita nel marzo 1945 in Austria, dove difende con successo il ponte Reichsbrücke permettendo così alle ultime unità in rotta di mettersi in salvo. Il 7 maggio, nei pressi di Brno, la divisione cessa di combattere arrendendosi agli americani, che li consegneranno però all'Armata Rossa. Esattamente un mese prima l'organico della divisione era ridotto a soli 44 ufficiali, 229 sottufficiali, 962 soldati e 8 carri armati.

## Ordine di battaglia
Fondazione (1939) - 1942
- Stab (Quartier generale)
- 11. Panzer-Regiment (11º reggimento corazzato)
- 65. Panzer-Abteilung (65º battaglione corazzato) - fino al giugno 1942
- 6. Schützen-Brigade (6ª brigata di fanteria motorizzata)
  - 4. Schützen-Regiment
  - 6. Kradschützen-Abteilung (6º battaglione motociclisti)
- 76. Artillerie-Regiment (mot.) (76º reggimento di artiglieria motorizzato)
- 41. Panzerabwehr-Abteilung (41º battaglione anticarro)
- 57. Pionier-Abteilung (57º battaglione del genio militare)
- 57. Aufklärungs-Abteilung (mot.) (57º battaglione esplorante motorizzato)
- 82. Nachrichten-Abteilung (82º battaglione comunicazioni) - dal 1940
- 57. Nachschub-Führer (57° treno rifornimenti divisionale)
- 57. Feldersatz-Abteilung (57º battaglione rimpiazzi)

1943.
- Stab
- 11. Panzer-Regiment
- 4. Panzergrenadier-Regiment (4º reggimento panzergrenadier)
- 114. Panzergrenadier-Regiment
- 6. Aufklärungs-Abteilung (mot.)
- 76. Artillerie-Regiment (mot.)
- 41. Panzerabwehr-Abteilung
- 298. Heeres Flak Abteilung (298º distaccamento FlaK dell'esercito)
- 57. Pionier-Abteilung
- 82. Nachrichten-Abteilung
- 57. Feldersatz-Abteilung

## Decorazioni
Gli uomini che prestarono servizio in questa divisione e a cui venne assegnata la Croce di Cavaliere della Croce di Ferro furono 50 (compreso un caso non confermato). Franz Richter fu invece l'unico a ricevere, il 20 agosto 1944, la spilla d'oro per il combattimento corpo a corpo; 124 soldati furono insigniti della Croce Tedesca d'oro e tre con quella d'argento. Ad altri 28 fu concessa la spilla d'onore dell'esercito.

## Comandanti
| Nome                      | Grado           | Inizio            | Fine              | Note                                                             |
| Werner Kempf              | Generalleutnant | 18 ottobre 1939   | 6 gennaio 1941    |                                                                  |
| Franz Landgraf            | Generalmajor    | 6 gennaio 1941    | 1º settembre 1941 |                                                                  |
| Erhard Raus               | Oberst          | 1º settembre 1941 | 15 settembre 1941 |                                                                  |
| Franz Landgraf            | Generalmajor    | 16 settembre 1941 | 23 novembre 1941  |                                                                  |
| Erhard Raus               | Generalmajor    | 23 novembre 1941  | 26 aprile 1942    |                                                                  |
| Erhard Raus               | Generalleutnant | 27 aprile 1942    | 7 febbraio 1943   |                                                                  |
| Walther von Hünersdorff   | Oberst          | 7 febbraio 1943   | 1º maggio 1943    |                                                                  |
| Walther von Hünersdorff   | Generalmajor    | 1º maggio 1943    | 14 luglio 1943    | ferito alla testa da un cecchino a Kursk morto il 17 luglio 1943 |
| Martin Unrein             | Oberst          | 14 luglio 1943    | 24 luglio 1943    |                                                                  |
| Wilhelm Crisolli          | Generalmajor    | 25 luglio 1943    | 21 agosto 1943    |                                                                  |
| Rudolf von Waldenfels     | Oberst          | 22 agosto 1943    | 30 ottobre 1943   |                                                                  |
| Rudolf von Waldenfels     | Generalmajor    | 1º novembre 1943  | 8 febbraio 1944   |                                                                  |
| Werner Marcks             | Oberst          | 9 febbraio 1944   | 19 febbraio 1944  |                                                                  |
| Rudolf von Waldenfels     | Generalmajor    | 20 febbraio 1944  | 11 marzo 1944     |                                                                  |
| Walter Denkert            | Oberst          | 12 marzo 1944     | 27 marzo 1944     |                                                                  |
| Rudolf von Waldenfels     | Generalleutnant | 28 marzo 1944     | 22 novembre 1944  |                                                                  |
| Friedrich-Wilhelm Jürgens | Oberst          | 23 novembre 1944  | 17 gennaio 1945   |                                                                  |
| Rudolf von Waldenfels     | Generalleutnant | 18 gennaio 1945   | 8 maggio 1945     |                                                                  |

Dati tratti da: